# Émile Anthoine
Émile Anthoine (1882 – 1969) è stato un marciatore francese.

## Biografia
È conosciuto per essere stato il fondatore della corsa sulla strada Parigi-Strasburgo.
Più tardi diventerà il presidente del Circolo degli sport di Francia.
Molti centri sportivi e piscine oggi portano il suo nome, come il Centre Sportif Émile Anthoine di Parigi, nel VII arrondissement di Parigi.
Morì nel 1969 e venne sepolto nel Cimitero dei Batignolles, a Parigi.

## Competizioni

### Nazionali
Ha battuto molti record di Francia nella marcia.

### Internazionali
È passato alla storia quando il 13 luglio 1913 a Parigi, ottiene il record mondiale sui 20 km: realizzando un tempo di 1h37'57", appare sulle tabelle atletiche e deterrà questo titolo per 20 anni.